# Georges de Bellio
Georges de Bellio (George Bellu en roumain) était un collectionneur d'art et médecin et homéopathe roumain, né à Bucarest le 20 février 1828 et mort le 26 janvier 1894 à Paris où il vivait depuis 1851.

## Biographie
Issu de la haute noblesse aroumaine et roumaine, doté d'une grande fortune, il fut un mécène et l'un des premiers collectionneurs de l'impressionnisme, fréquentant des peintres comme Manet, Monet, Pissarro, Sisley ou Renoir dont il est le médecin. Installé à Paris en 1851, il acquiert dès 1874 son premier Monet (exposé chez Nadar), lequel restera toujours son peintre préféré et en 1878 Impression, soleil levant, ainsi que des toiles de Sisley, Renoir qui peint un portrait de de Bellio en 1892, Pissarro ou Berthe Morisot. Il fit également découvrir l'impressionnisme au peintre roumain Nicolae Grigorescu. 
De Bellio ne se contentait pas d'acheter les œuvres. Il soutenait financièrement ses amis peintres et leur servait aussi de médecin. La correspondance qu'il entretenait avec Claude Monet nous informe sur sa relation privilégiée avec ce peintre. Sa collection était souvent citée dans la presse avec celle de Victor Chocquet et d'Eugène Murer.
Très ami avec Degas, lui-même grand collectionneur, Georges de Bellio, sur ses conseils, s'intéresse à Monet. Dès la première exposition impressionniste, il achète deux toiles de l'artiste, avec lequel il noue de liens privilégiés. Une profonde amitié lie les deux hommes jusqu'à la mort de Georges.
Georges de Bellio meurt le 26 janvier 1894 en son domicile dans le 9e arrondissement de Paris. Par une donation de sa fille Victorine Donop de Monchy (née de Bellio) en 1940, la collection de Bellio est conservée au musée Marmottan Monet.
Le terrain sur lequel est installé le cimetière Bellu de Bucarest (qui est à cette ville ce que le « Père-Lachaise » est à Paris : de nombreuses célébrités y sont ensevelies, et il comprend un carré français) est un legs de Barbu Bellu, un parent de Georges de Bellio.

## Collection d'art
La collection de Georges de Bellio comportait au moins cinq toiles d'Alfred Sisley (Rue de village (D. 33), Les Gressets, village aux environs de Paris, Chemin montant au Mont-Valérien (D. 364), Les Scieurs de Long (Petit Palais, Paris) et Printemps aux environs de Paris (Musée Marmottan Monet, Paris).

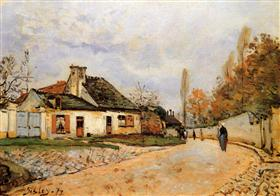
Rue de Voisins, Louveciennes (1872, D. 33, connue sous le titre de Rue de village par Sisley.
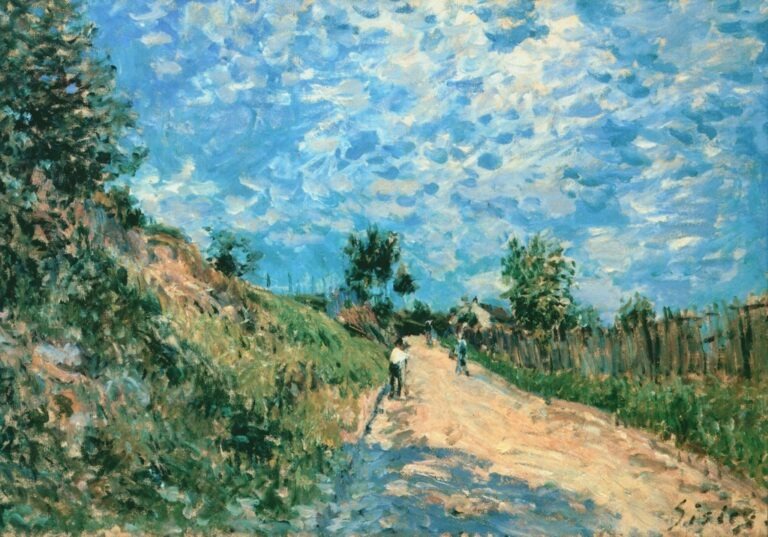
Les Gressets, village aux environs de Paris ?
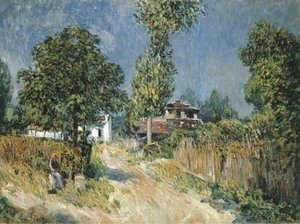
Chemin montant au Mont-Valérien par Sisley.
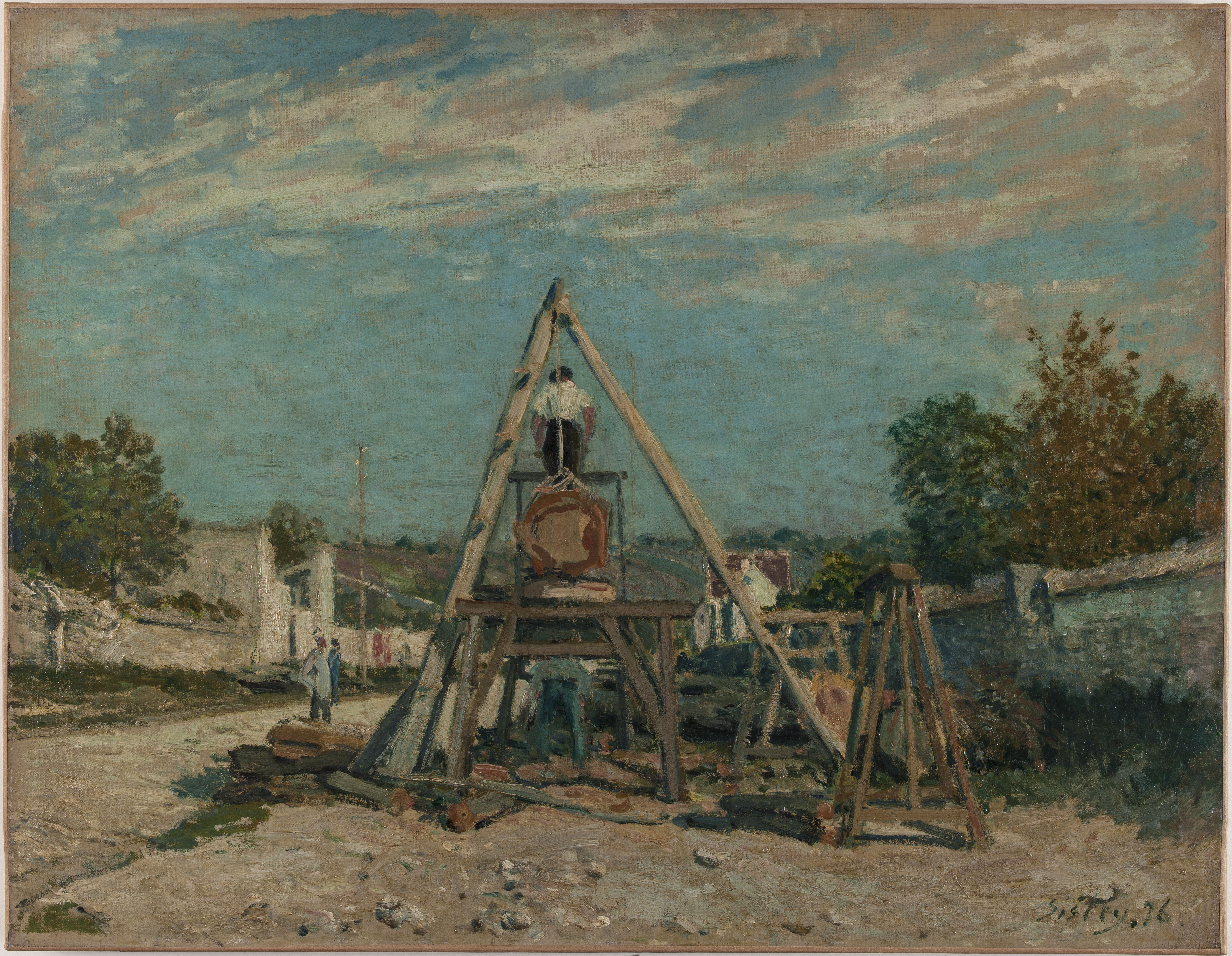
Scieurs de long par Sisley.
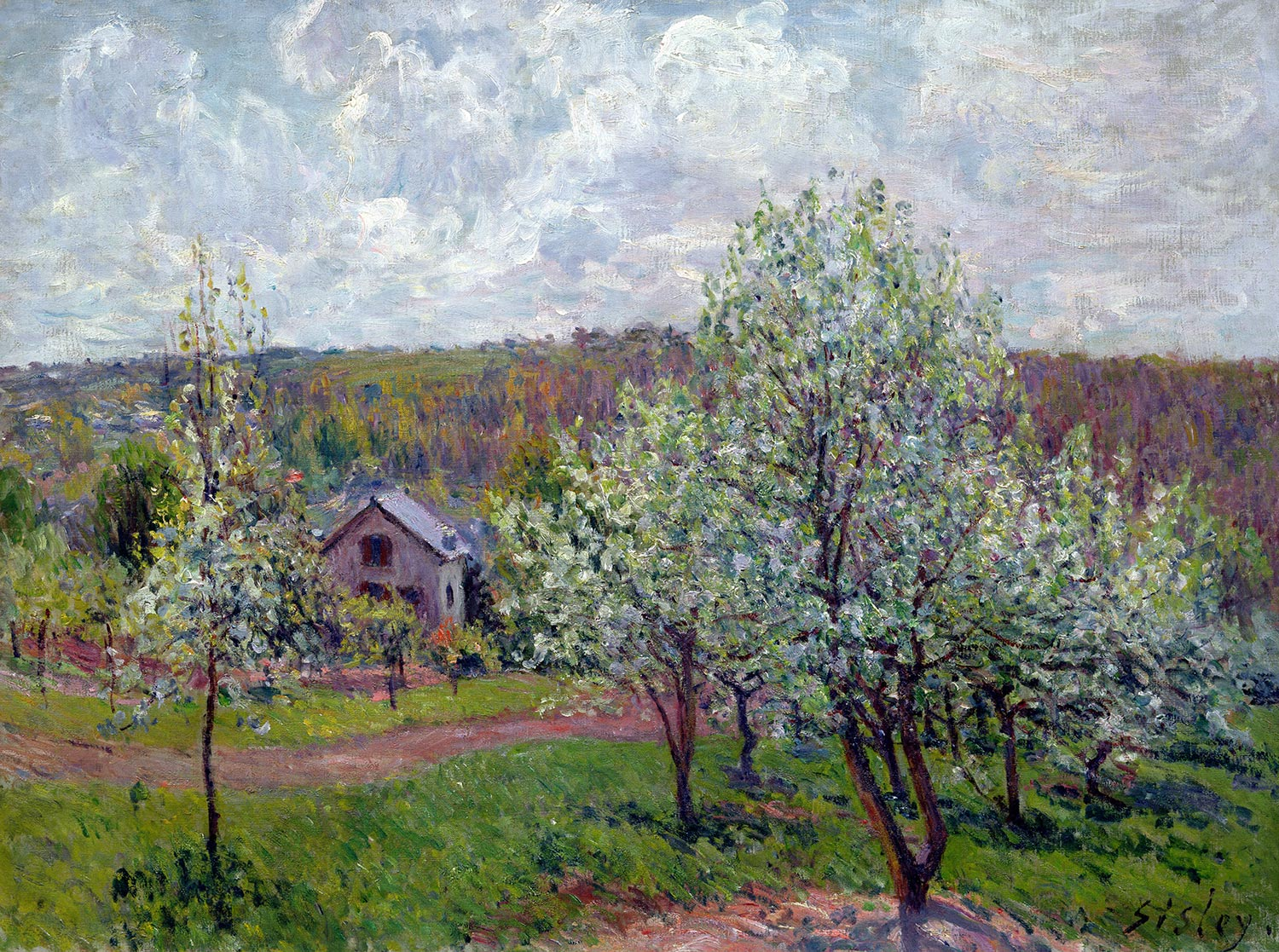
Printemps aux environs de Paris, pommiers en fleurs  par Sisley.

## Autre lecture
- Remus Niculescu, Georges de Bellio, l'ami des impressionnistes, Revue Roumaine d'Histoire de l'Art, vol. I, 1964, pp. 209-78, reproduit : Paragone, vol. XXI, septembre 1970, pp. 25-66 et novembre 1970, pp. 41-55.